# W. D. Caröe
William Douglas Caröe (* 6. Mai 1857 in London; † 29. April 1938 ebenda) war ein britischer Architekt, der vor allem für seine Arbeiten im Bereich der Kirchenarchitektur und Denkmalpflege bekannt ist.

## Leben
William Douglas Caröe wurde 1857 in London geboren. Er war der Sohn des dänisch-britischen Architekten W. H. Caröe. Er studierte Architektur am Trinity College in Cambridge und war anschließend Schüler seines Vaters. Er spezialisierte sich auf den Entwurf und die Restaurierung von Kirchengebäuden sowie auf die Gestaltung von Kirchenausstattungen.  W. D. Caröe  arbeitete hauptsächlich in Großbritannien und war maßgeblich an zahlreichen bedeutenden Restaurierungsprojekten beteiligt. Seine Karriere erstreckte sich über das späte 19. und frühe 20. Jahrhundert. Er verstarb 1938 in London.

## Werk

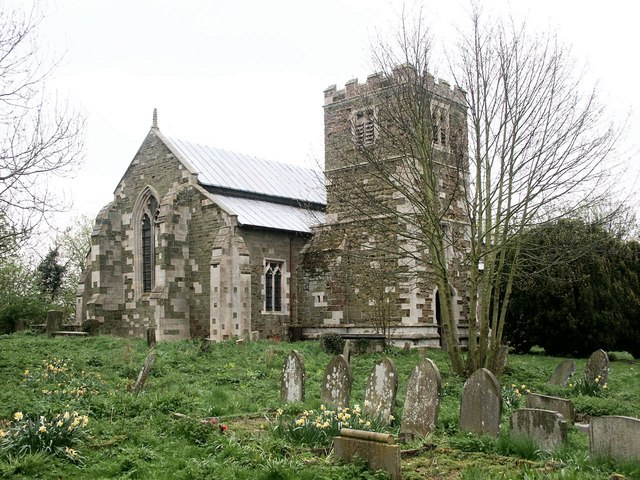
Die Kirche St. Nicholas in East Kirkby wurde hauptsächlich im 14. Jahrhundert aus Grünstein und Ancaster-Stein erbaut. Das Erdgeschoss des Turms, sein Ostfenster und die Westwand stammen jedoch bereits aus dem 13. Jahrhundert. Ebenfalls aus dieser Zeit stammen die West- und Nordwand, das Südwestfenster, das Westfenster sowie die Fenster in der Nordwand. Restaurierungsarbeiten wurden 1906 von W. D. Caröe durchgeführt, der auch das Obergeschoss anfügte.

W. D. Caröes Arbeiten sind stark vom neugotischen Architekturstil geprägt, wobei er traditionelle gotische Elemente mit modernen Techniken verband. Er war bekannt für seine detailreiche und hochwertige Gestaltung von Kirchenräumen, insbesondere von Altären, Chorgestühlen und Kirchenausstattungen. Neben seiner Tätigkeit als Restaurator entwarf er auch Neubauten.  W. D. Caröe  legte großen Wert auf handwerkliche Qualität und die Verwendung hochwertiger Materialien.